# 最大與最小元

60的因數集，按整除偏序畫成哈斯圖。紅色子集有兩個極大元3、4，和一個極小元1，同時也是最小元。但是，沒有最大元。

数学分支序理论中，最大元是某集合中，大於或等於其全體元素的特殊元素。最小元與之對偶，小於等於該集合的任何元素。例如，實數集{\displaystyle \{-3,1,2.5,\pi \}}中，最大元是{\displaystyle \pi }，而最小元是{\displaystyle -3}，但是區間{\displaystyle (0,1)=\{x:0<x<1\}}並無最大元或最小元。
此處「大小」關係除一般實數的大小關係外，也可以是定義在任意集合上的偏序或預序。

## 嚴格定義
設{\displaystyle (P,\leq )}為偏序集（或預序集亦可），{\displaystyle S}為其子集。若{\displaystyle S}的元素{\displaystyle g}滿足：
對{\displaystyle S}的任意元素{\displaystyle s}，皆有{\displaystyle s\leq g}，
則{\displaystyle g}稱為{\displaystyle S}的最大元（英語：greatest element）。對偶地，若{\displaystyle S}的元素{\displaystyle l}滿足：
對{\displaystyle S}的任意元素{\displaystyle s}，皆有{\displaystyle l\leq s}，
則{\displaystyle l}稱為{\displaystyle S}的最小元（least element）。
由定義，{\displaystyle S}的最大（小）元必定是{\displaystyle S}的上（下）界。且若{\displaystyle P}為偏序集，則集合{\displaystyle S}至多得一個最大元：若{\displaystyle g_{1}}和{\displaystyle g_{2}}皆為最大，則由定義有{\displaystyle g_{1}\leq g_{2}}，又有{\displaystyle g_{2}\leq g_{1}}，由反對稱性得{\displaystyle g_{1}=g_{2}}。所以若有最大元，則必定唯一。若改為預序集則不一定。
整個偏序集{\displaystyle P}的最大最小元又稱為頂（top）和底（bottom）。頂常以符號記作{\displaystyle 1}或{\displaystyle \top }，底則是{\displaystyle 0}或{\displaystyle \bot }，在有补格和布爾代數等結構中尤為常見。有頂和底的偏序集稱為有界偏序集合。

### 與極大極小元、上下界之別
集合不一定有最大元，也不一定有上界。即使集合有上界和上確界，也不一定有最大元。舉例，實數系{\displaystyle \mathbb {R} }中，任何正數皆是負數子集{\displaystyle \mathbb {R} ^{-}}的上界，且{\displaystyle 0}為其上確界，但是沒有最大元：不存在「最大的負數」。最小元與下界、下確界的關係也類似。最大元又與極大元（maximal element）不同：有極大元的集合不一定有最大元，但偏序集若有最大元，則同時亦是唯一的極大元。最小元與極小元（minimal element）亦不同。

## 性質
設{\displaystyle (P,\leq )}為偏序集，{\displaystyle S}為其子集。
- 有限全序集的非空子集必有最大最小元。
- {\displaystyle S}若有最大元{\displaystyle g}，則{\displaystyle g}必定是極大元。此時，{\displaystyle S}衹有這一個極大元：對任意極大元{\displaystyle M}，由於{\displaystyle g}是最大元，必有{\displaystyle M\leq g}，從而由{\displaystyle M}極大知{\displaystyle M=g}。所以若{\displaystyle S}有多於一個極大元，則不能有最大元。
- 若{\displaystyle P}滿足升链条件，則其子集{\displaystyle S}有最大元当且仅当其恰有一個極大元。
  - 「僅當」：最大元必然是極大元。
  - 「當」：假設{\displaystyle S}有唯一極大元{\displaystyle m}但沒有最大元。因為{\displaystyle m}不是最大，有{\displaystyle s_{1}\in S}與{\displaystyle m}不可比，又{\displaystyle s_{1}}不是極大，所以有某個{\displaystyle s_{2}\in S}滿足{\displaystyle s_{1}<s_{2}}。{\displaystyle s_{2}}與{\displaystyle m}也不可比：若{\displaystyle m<s_{2}}，則與{\displaystyle m}極大矛盾；反之{\displaystyle s_{2}\leq m}又推出{\displaystyle s_{1}<m}，與{\displaystyle s_{1}}、{\displaystyle m}不可比又矛盾。重複以上步驟，可得無窮遞升鏈{\displaystyle s_{1}<s_{2}<\cdots <s_{n}<\cdots }（其中每個{\displaystyle s_{i}}皆與{\displaystyle m}不可比，又非極大），與升鏈條件矛盾。

## 全序集的最大最小元
假如{\displaystyle \,\leq \,}限制到子集{\displaystyle S}上為全序（如首段附圖的{\displaystyle S=\{1,2,4\}}），則在{\displaystyle S}中，最大元與極大元等價：若{\displaystyle m\in S}為極大，則對任意其他{\displaystyle s\in S}，必有{\displaystyle s\leq m}（{\displaystyle m<s}將與{\displaystyle m}極大矛盾），故{\displaystyle m}是最大元。
所以，全序集中，最大元與極大元兩個概念重合，有時也稱為最大值（maximum），同理最小元與極小元也稱為最小值（minimum）。但上述用法與實值函數論的用法略有出入。研究實值函數時，所謂最大值是函數的值域的最大元，又稱全域最大值、絕對最大值、最大值。而限制到某點鄰域時，對應值域的最大元（等同於極大元）則稱為局域最大值、相對最大值、極大值。最大最小值又合稱最值，極值亦同。
集合{\displaystyle S}的最大最小值分別記作{\displaystyle \max S,\min S}。在格理論或概率论中，為方便運算，會將兩數{\displaystyle a,b}之最大最小值（即其組成二元集的最大最小元）簡記作併{\displaystyle a\vee b}和交{\displaystyle a\wedge b}。換言之：
{\displaystyle a\vee b=\max\{a,b\},\quad a\wedge b=\min\{a,b\}.}

## 例

例2之哈斯圖

- 實數集{\displaystyle \mathbb {R} }中，全體整數組成的子集{\displaystyle \mathbb {Z} }沒有上界，從而沒有最大元。
- 如圖所示，在集合{\displaystyle \{a,b,c,d\}}上，定義自反關係{\displaystyle \,\leq \,}使{\displaystyle a\leq c,} {\displaystyle a\leq d,} {\displaystyle b\leq c,} {\displaystyle b\leq d.}。則{\displaystyle c,d}皆是集合{\displaystyle \{a,b\}}的上界，但因為不可比較，沒有最小上界。又{\displaystyle a,b}不可比，{\displaystyle \{a,b\}}沒有最大元。
- 有理數集{\displaystyle \mathbb {Q} }中，平方小於2的數所組成的子集{\displaystyle \{q\in \mathbb {Q} :q^{2}<2\}}有上界（如{\displaystyle 100}），但沒有最大元，也沒有上確界。
- {\displaystyle \mathbb {R} }中，區間{\displaystyle [0,1)}有上確界{\displaystyle 1}而沒有最大元。但區間{\displaystyle [0,1]}有最大元{\displaystyle 1}，同時也是上確界。
- {\displaystyle \mathbb {R} ^{2}}配備積偏序（英语：product order）時[註 1]，滿足{\displaystyle 0<x<1}（而{\displaystyle y}任意）的二元組{\displaystyle (x,y)}的集合{\displaystyle A}沒有上界，也沒有最大元。
- 但當{\displaystyle \mathbb {R} ^{2}}配備字典序時[註 2]，{\displaystyle A}有上界{\displaystyle (1,0)}，但仍沒有上確界和最大元。

## 註
1. ↑  {\displaystyle (a,b)\leq (x,y)}定義成{\displaystyle a\leq x}且{\displaystyle b\leq y}。
2. ↑  {\displaystyle (a,b)\leq (x,y)}定義成{\displaystyle a<b}或（{\displaystyle a=b}且{\displaystyle x\leq y}）。